# ساتورو کوکوبو
ساتورو کوکوبو (ژاپنی: 小久保 悟؛ زادهٔ ۲۹ دسامبر ۱۹۶۷) یک بازیکن فوتبال اهل ژاپن است.
از باشگاه‌هایی که در آن بازی کرده‌است می‌توان به باشگاه فوتبال جف یونایتد چیبا اشاره کرد.